# Молекулярне моделювання

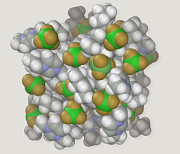
Моделювання йонної рідини

Молекуля́рне моделюва́ння (англ. molecular modelling, рос. молекулярное моделирование) — сукупність методів комп'ютерної графічної візуалізації та представлення геометрії молекул у тривимірному чи двовимірному просторі. Експериментальні дані для цього отримують методами рентгеноструктурного аналізу та спектроскопії, а теоретичні — напівемпіричними та неемпіричними методами квантової хімії та молекулярної механіки.
Сюди відносять також: дослідження структури та властивостей молекулярних частинок з використанням методів обчислювальної хімії; аналіз та моделювання фізико-хімічних властивостей молекул; генерування та представлення молекулярних структур (в тому числі біомолекул) і пов'язаних з ними фізико-хімічних властивостей на комп'ютері. Використовується для цілеспрямованої модифікації структури молекул з метою встановлення залежностей типу структура—властивість, у дизайні ліків, при молекулярному розпізнанні тощо